# Badminton-Mannschaftsafrikameisterschaft 2018
Bei der Badminton-Mannschaftsafrikameisterschaft 2018 wurden die afrikanischen Mannschaftstitelträger bei den Damen- und Herrenteams ermittelt. Die Titelkämpfe fanden vom 12. bis zum 15. Februar 2018 in Algier statt.
Die Meisterschaft war gleichzeitig Qualifikationsturnier für den Thomas Cup 2018 und den Uber Cup 2018.

## Medaillengewinner
| Disziplin | Gold | Silber | Bronze |
| --- | --- | --- | --- |
| Herrenteam | Algerien Adel Hamek Adel Meddah Koceila Mammeri Majed Yacine Balahoune Mohamed Abdelaziz Ouchefoun Mohamed Abderrahime Belarbi Samy Khaldi Sifeddine Larbaoui Youcef Sabri Medel | Nigeria Anuoluwapo Juwon Opeyori Clement Krobakpo Joseph Abah Eneojo Godwin Olofua Habeeb Temitope Bello Usman Ayo Isiaq | Mauritius Aatish Lubah Christopher Paul Georges Paul Jean Bernard Bongout Melvin Appiah Tejraj Pultoo       |
| Ghana Abraham Ayittey Aaron Tamakloe Daniel Sam Emmanuel Botwe Emmanuel Donkor Michael Opoku Baah                                   | | | |
| Damenteam | Mauritius Aurelie Marie Elisa Allet Ganesha Mungrah Kate Foo Kune Kobita Dookhee Nicki Chan-Lam Sendila Mourat                                                                   | Nigeria Dorcas Ajoke Adesokan Peace Orji Uchechukwu Deborah Ukeh Zainab Momoh                                            | Ägypten Doha Hany Hadia Hosny Hana Hesham Mohamed Hana Tarek Mohamed Jana Ashraf Salmeen Essam Elsaid Salem |
| Algerien Dounia Naama Ferd Houda Halla Bouksani Imane Chekkal Ines Ziani Linda Mazri Malak Ouchefoune Sirine Ibrahim Yasmina Chibah | | | |

## Herren

### Gruppenphase

#### Gruppe A
| Datum       |           | Ergebnis |          | Spiel 1 | Spiel 2 | Spiel 3 | Spiel 4 | Spiel 5 |
| ----------- | --------- | -------- | -------- | ------- | ------- | ------- | ------- | ------- |
| 12. Februar | Mauritius | w/o      | Tunesien | —       | —       | —       | —       | —       |
| 13. Februar | Kamerun   | 5–0      | Tunesien | 2–0     | 2–0     | 2–0     | 2–0     | 2–0     |
| 13. Februar | Mauritius | 5–0      | Kamerun  | 2–0     | 2–0     | 2–0     | 2–0     | 2–0     |

- Mauritius vs Tunesien

- Kamerun vs Tunesien

- Mauritius vs Kamerun

#### Gruppe B
| Datum       |          | Ergebnis |                | Spiel 1 | Spiel 2 | Spiel 3 | Spiel 4 | Spiel 5 |
| ----------- | -------- | -------- | -------------- | ------- | ------- | ------- | ------- | ------- |
| 12. Februar | Algerien | 5–0      | Elfenbeinküste | 2–0     | 2–0     | 2–0     | 2–0     | 2–0     |
| 13. Februar | Sambia   | 5–0      | Elfenbeinküste | 2–0     | 2–0     | 2–0     | 2–0     | 2–1     |
| 13. Februar | Algerien | 4–1      | Sambia         | 2–0     | 2–0     | 2–0     | 0–2     | 2–0     |

- Algerien vs Elfenbeinküste

- Sambia vs Elfenbeinküste

- Algerien vs Sambia

#### Gruppe C
| Datum       |            | Ergebnis |            | Spiel 1 | Spiel 2 | Spiel 3 | Spiel 4 | Spiel 5 |
| ----------- | ---------- | -------- | ---------- | ------- | ------- | ------- | ------- | ------- |
| 12. Februar | Nigeria    | 5–0      | Marokko    | 1–2     | 2–0     | 2–0     | 2–0     | 2–0     |
| 13. Februar | Seychellen | 2–3      | Marokko    | 0–2     | 2–1     | 0–2     | 2–0     | 0–2     |
| 13. Februar | Nigeria    | 5–0      | Seychellen | 2–1     | 2–0     | 2–0     | 2–1     | 2–0     |

- Nigeria vs Marokko

- Seychellen vs Marokko

- Nigeria vs Seychellen

#### Gruppe D
| Datum       |         | Ergebnis |          | Spiel 1 | Spiel 2 | Spiel 3 | Spiel 4 | Spiel 5 |
| ----------- | ------- | -------- | -------- | ------- | ------- | ------- | ------- | ------- |
| 12. Februar | Ägypten | 5–0      | Simbabwe | 2–0     | 2–0     | 2–0     | 2–0     | 2–0     |
| 13. Februar | Ghana   | 5–0      | Simbabwe | 2–0     | 2–0     | 2–0     | 2–0     | 2–0     |
| 13. Februar | Ägypten | 2–3      | Ghana    | 0–2     | 2–0     | 1–2     | 2–0     | 1–2     |

- Ägypten vs Simbabwe

- Ghana vs Simbabwe

- Ägypten vs Ghana

### Endrunde
|  | Viertelfinale | Viertelfinale |  |  | Halbfinale  | Halbfinale  |   |  | Finale | Finale |
|  |               |               |  |  |             |             |   |  |        |        |
|  | 14. Februar   |               |  |  |             |             |   |  |        |        |
|  | Mauritius     | 3             |  |  | 14. Februar | 14. Februar |   |  |        |        |
|  | Sambia        | 0             |  |  | Mauritius   | 1           |   |  |        |        |
|  | 14. Februar   | 14. Februar   |  |  | Algerien    | 3           |   |  |        |        |
|  | Algerien      | 3             |  |  | 15. Februar | 15. Februar |   |  |        |        |
|  | Kamerun       | 0             |  |  | Algerien    | 3           |   |  |        |        |
|  | 14. Februar   | 14. Februar   |  |  |             | Nigeria     | 2 |  |        |        |
|  | Ägypten       | 2             |  |  | 14. Februar | 14. Februar |   |  |        |        |
|  | Ghana         | 3             |  |  | Ghana       | 1           |   |  |        |        |
|  | 14. Februar   | 14. Februar   |  |  | Nigeria     | 3           |   |  |        |        |
|  | Marokko       | 0             |  |  |             |             |   |  |        |        |
|  | Nigeria       | 3             |  |  |             |             |   |  |        |        |

#### Viertelfinale
- Mauritius vs. Sambia

- Algerien vs. Kamerun

- Ägypten vs. Ghana

- Marokko vs. Nigeria

#### Halbfinale
- Mauritius vs. Algerien

- Ghana vs. Nigeria

#### Finale
- Algerien vs. Nigeria

## Damen

### Gruppenphase

#### Gruppe A
| Datum       |         | Ergebnis |          | Spiel 1 | Spiel 2 | Spiel 3 | Spiel 4 | Spiel 5 |
| ----------- | ------- | -------- | -------- | ------- | ------- | ------- | ------- | ------- |
| 12. Februar | Nigeria | 4–1      | Algerien | 2–0     | 1–2     | 2–0     | 2–0     | 2–0     |
| 13. Februar | Uganda  | 1–4      | Algerien | 0–2     | 0–2     | 0–2     | 0–2     | 2–0     |
| 13. Februar | Nigeria | 5–0      | Uganda   | 2–0     | 2–0     | 2–0     | 2–0     | 2–0     |

- Nigeria vs Algerien

- Uganda vs Algerien

- Nigeria vs Uganda

#### Gruppe B
| Datum       |           | Ergebnis |           | Spiel 1 | Spiel 2 | Spiel 3 | Spiel 4 | Spiel 5 |
| ----------- | --------- | -------- | --------- | ------- | ------- | ------- | ------- | ------- |
| 12. Februar | Ägypten   | 4–1      | Ghana     | 2–0     | 2–0     | 2–1     | 2–0     | 1–2     |
| 12. Februar | Mauritius | 5–0      | Simbabwe  | 2–0     | 2–0     | 2–0     | 2–0     | 2–0     |
| 13. Februar | Ägypten   | 5–0      | Simbabwe  | 2–0     | 2–0     | 2–0     | 2–0     | 2–0     |
| 13. Februar | Mauritius | 5–0      | Ghana     | 2–0     | 2–0     | 2–0     | 2–0     | 2–0     |
| 13. Februar | Ägypten   | 2–3      | Mauritius | 0–2     | 2–0     | 0–2     | 2–0     | 0–2     |
| 13. Februar | Simbabwe  | 0–5      | Ghana     | 0–2     | 0–2     | 0–2     | 0–2     | 0–2     |

- Mauritius vs Simbabwe

- Ägypten vs Ghana

- Mauritius vs Ghana

- Ägypten vs Simbabwe

- Ägypten vs Mauritius

- Simbabwe vs Ghana

### Endrunde

#### Auslosung
|  | Halbfinale  | Halbfinale  |         |           | Finale      | Finale      |
|  |             |             |         |           |             |             |
|  | 14. Februar |             |         |           |             |             |
|  | Nigeria     | 3           |         |           |             |             |
|  | Ägypten     | 2           |         |           | 15. Februar | 15. Februar |
|  |             |             | Nigeria | 0         |             |             |
|  | 14. Februar | 14. Februar |         | Mauritius | 3           |             |
|  | Algerien    | 2           |         |           |             |             |
|  | Mauritius   | 3           |         |           |             |             |
|  |             |             |         |           |             |             |

#### Halbfinale
- Nigeria vs Ägypten

- Algerien vs Mauritius

#### Finale
- Nigeria vs Mauritius